# Fukusaki, Hyōgo
Fukusaki (福崎町 Fukusaki-chō) là một thị trấn nằm ở Kanzaki, Hyōgo, Nhật Bản.
Tính đến ngày 30 tháng 4 năm 2017, thị trấn có dân số ước tính là 19.516 người và mật độ dân số là 430 người / km². Tổng diện tích là 45.82 km².

## Hệ thống giao thông
Tuyến Bantan kết nối từ Himeji (đầu Nam) đến Wadayama (đầu Bắc). Trạm xe lửa địa phương được gọi là Ga Fukusaki.
Tuyến xe buýt Shinki bị ràng buộc từ Fukusaki đến Himeji.
Tuyến 312 và đường cao tốc Bantan kết nối Himeji và Fukusaki.
Có một ngã tư Fukusaki ở đường cao tốc Chugoku kết nối Osaka đến Yamaguchi.

## Trường học
Có bốn trường tiểu học, hai trường trung học cơ sở, một trường trung học phổ thông và một trường đại học phúc lợi. Ngoài ra, có bốn trường mẫu giáo và bốn trường mẫu giáo:
- Đại học Phúc lợi Y tế Kinki
- Trung học Phổ thông Fukusaki
- Trường trung học Fukusaki Nishi
- Trường trung học Fukusaki Higashi
- Trường tiểu học Fukusaki
- Trường tiểu học Tawara
- Trường tiểu học Takaoka
- Trường tiểu học Yachikusa

## Lễ hội
Có rất nhiều lễ hội ở thị trấn Fukusaki. Trong số đó có hai bộ phim lớn: Lễ hội mùa thu và Lễ hội mùa hè.
Trong lễ hội mùa thu, nhiều thanh niên mang theo một điện thờ di động và cầu nguyện cho một vụ mùa thu hoạch tốt. Nhiều chàng trai trẻ mặc 'happi', đó là một chiếc áo khoác Nhật truyền thống. Nhiều người dân làng tham gia lễ hội, và đây là một cuộc tụ họp xã hội.
Lễ hội mùa hè được tổ chức vào ngày 9 tháng 8 tại sân chơi của trường Trung học Phổ Thông Fukusaki. Có pháo hoa trình diễn, nhảy Bon và trống biểu diễn. Nhiều gian hàng có thực phẩm và quà tặng để bán. Hàng năm có hơn 1000 người tham gia lễ hội.

## Tham quan

### Nhà của Kunio Yanagita và viện bảo tàng gia đình Matsuoka
Ngôi nhà folklorist Kunio Yanagita (1875–1962) và nhà tưởng niệm các anh em của ông ở Fukusaki. Ông viết về ngôi nhà của mình trong một cuốn sách của ông "Kokyou 70 nen" (70 năm ở quê nhà): "Đó là ngôi nhà nhỏ nhất ở quê hương của ông ấy."
Yanagita có bốn anh em. Một trong số các em trai tên là Teruo (Eikyuu), một họa sĩ truyền thống Nhật Bản nổi tiếng. Một số bức tranh của ông được trưng bày trong bảo tàng.
Ngày kỷ niệm cái chết của Yanagita được tổ chức tại Lễ hội Santou-Ki Haiku.

### Bảo tàng lịch sử và phong tục Kanzaki-gun

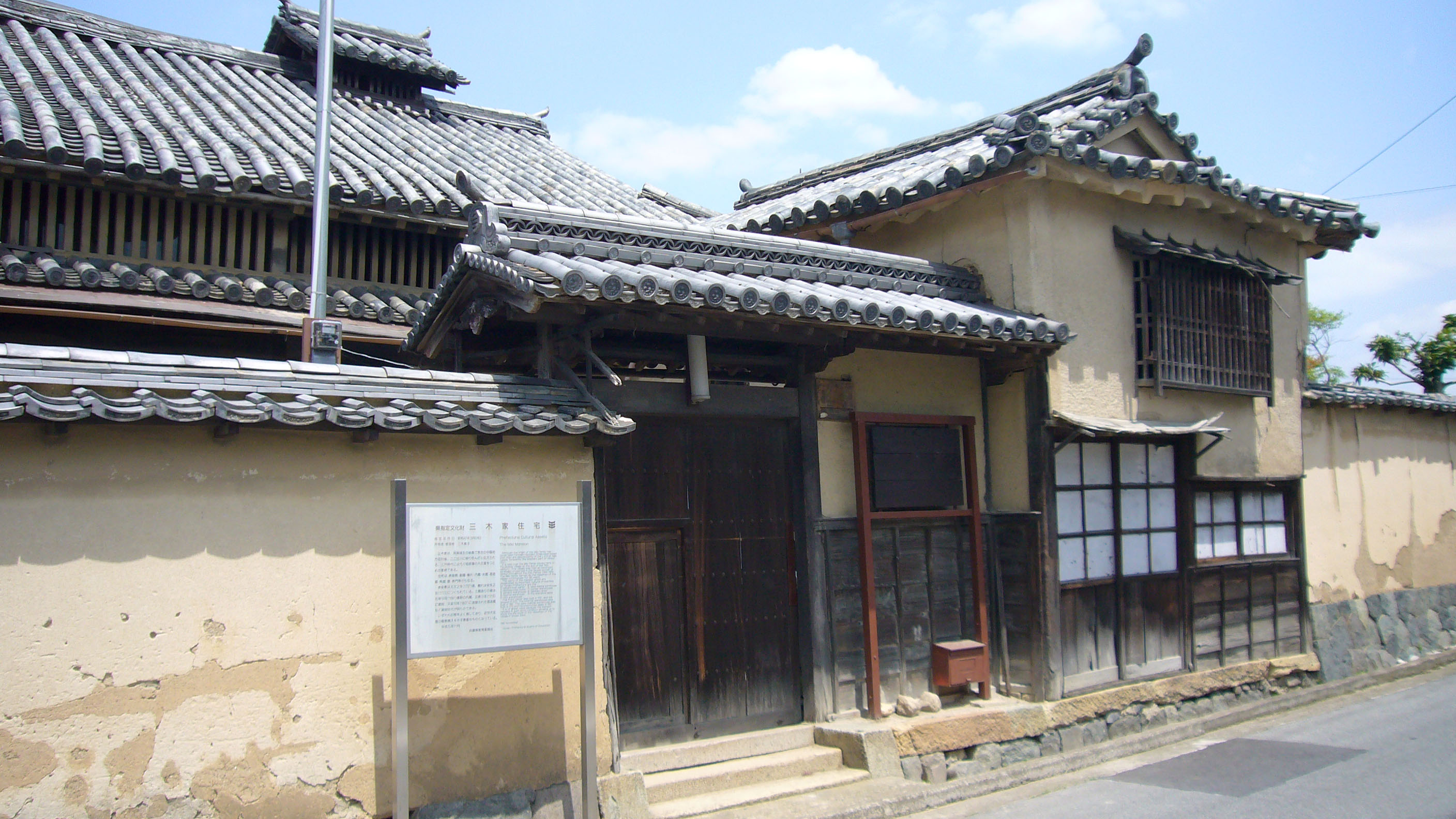
Nhà Miki

Bảo tàng là một tòa nhà theo phong cách phương Tây được xây dựng vào năm 1886. Nó được cải tạo vào năm 1972 với một viện bảo tàng để giữ và thúc đẩy sự phát triển của văn hoá.

### Gia đình Miki
Ngôi nhà Miki thuộc về vị thủ lĩnh vĩ đại của Fukusaki. Người ta nói rằng Kunio Yanagita đọc hàng ngàn cuốn sách từ gia đình này khi còn nhỏ.

### Suzunomori shrine
Đền thờ Suzunomori nằm ở khu Tsujikawa. Thoải mái và thoải mái, bên cạnh ngôi nhà của Kunio Yanagita.

## Nhà hàng
- Ringo no Ki  (gallery và phòng trà): gần sông Ichikawa. Quán cà phê vườn của Anh, phục vụ bánh và bánh làm bằng tay. Họ tổ chức nhiều câu lạc bộ văn hoá như sắp xếp hoa, yoga và các lớp guitar-sanshin truyền thống của Okinawa.
- Les Beaux Provence  (nhà hàng-quán cà phê): gần Town Hall. Họ có nhiều loại bữa trưa; họ phục vụ bánh làm bằng tay.
- Kurosuke  '(izakaya pub): gần giao lộ Fukusaki-kita. Phòng riêng biệt để mọi người có thể uống trong một bầu không khí ấm cúng.
- Araken  '(izakaya pub): gần ga Fukusaki. Họ có nhiều loại "sho-chu" và "sake".
- Ajisai  '(izakaya pub): gần đường cao tốc Chugoku. Chúng phục vụ cá sống tươi.